# Ajdovščina
Ajdovščina (njemački Haidenschaft, talijanski Aidussina) je mali grad i sjedište istoimene općine u Republici Sloveniji. Nalazi se između Nove Gorice i Postojne. U Ajdovščini se nalazi sportski aerodrom, koji se koristi pretežno za ultralake avione

## Povijest
Još u vrijeme Rimljana tu je bio utvrđeni logor s poštanskom stanicom pod imenom Castra. Logor je bio smješten uz cestu Via Gemina koja je bila važna veza s Italijom, od Emone (Ljubljana) prema Aquileji, na planinskom prijevoju. Pred zidinama Castre se 6. rujna 394. vodila bitka u kojoj je car Teodozije I. Veliki pobijedio svog protivnika Eugenija.
Logor su 451. razorili Huni predvođeni Atilom.
Car Maksimilijan I. je 1507. mjestu dodijelio status trgovišta, što mu je donijelo veliki prosperitet.

## Šport
- NK Primorje / ND Primorje

Od 2009. održava se futsal turnir Elita Nagode.

## Vanjske poveznice
- Ajdovščina, službena stranica općine.
- Ajdovščina
- gremoVEN.com - Ajdovščina